# Thirukattupalli
Thirukattupalli är en ort i Indien.   Den ligger i distriktet Thanjavur och delstaten Tamil Nadu, i den södra delen av landet, 2 000 km söder om huvudstaden New Delhi. Thirukattupalli ligger 50 meter över havet och antalet invånare är 12 465.
Terrängen runt Thirukattupalli är mycket platt. Runt Thirukattupalli är det tätbefolkat, med 659 invånare per kvadratkilometer. Närmaste större samhälle är Lalgudi, 15,3 km väster om Thirukattupalli. Trakten runt Thirukattupalli består till största delen av jordbruksmark.